# 6. Nationalparlament Osttimors
Das 6. Nationalparlament Osttimors wurde bei den Parlamentswahlen in Osttimor 21. Mai 2023 als neue Legislative Osttimors gewählt. Damit endete die Legislaturperiode des 5. Nationalparlament Osttimors und die Amtszeit der VIII. konstitutionellen Regierung Osttimors unter Premierminister Taur Matan Ruak, die bis zur Vereidigung des neuen Premierministers am 1. Juli die Amtsgeschäfte weiterführte. Im 6. Nationalparlament Osttimors sind fünf Parteien vertreten.

## Abgeordnete
Das Parlament hat 65 Mitglieder. Stärkste Kraft ist der Congresso Nacional da Reconstrução Timorense CNRT mit 31 Sitzen. Die zuvor führende FRETILIN hat nach dem bisher schlechtesten Ergebnis ihrer Geschichte nur 19 Sitze gewonnen. Ihre ehemaligen Koalitionspartner Kmanek Haburas Unidade Nasional Timor Oan KHUNTO und Partidu Libertasaun Popular PLP erhielten 5 und 4 Sitze. Die Partido Democrático PD konnte sich um einen Sitz auf 6 Sitze verbessern.

## Sitzordnung
Die Abgeordneten des CNRT sitzen aus Sicht des Parlamentspräsidiums rechts. Neben ihnen sitzen die Vertreter der PD in der Mitte, dann die Abgeordneten der FRETILIN, gefolgt von den KHUNTO-Abgeordneten. Am linken Rand sitzen die Vertreter der PLP. Wie in Osttimor üblich hat jeder Abgeordneter neben seinen Namensschild am Platz eine kleine Tischflagge seiner Partei.

## Geschehen
Das Parlament trat am 22. Juni 2023 erstmals zusammen. Mit 45 Ja-Stimmen, 19 Enthaltungen und einer ungültigen Stimme wurde Maria Fernanda Lay (CNRT) als erste Frau zur neuen Parlamentspräsidentin gewählt. Am 26. Juni fand die Wahl des übrigen Präsidiums statt. Die von Lay vorgelegte Vorschlagsliste wurde mit 46 Ja-Stimmen, 20 Enthaltungen und einer ungültigen Stimme bestätigt. Es gab keine Gegenvorschläge. Maria Terezinha Viegas (CNRT) wurde erste Vizepräsidentin und Alexandre Afonso Nunes (PD) zweiter Vizepräsident. Nunes ist der einzige Mann im Parlamentspräsidium. Virgínia Ana Belo (CNRT) wurde zur Sekretärin des Parlaments gewählt, Maria Teresa da Silva Gusmão (PD) zu ihrer ersten Stellvertreterin und Bendita Moniz Magno (CNRT) zur zweiten stellvertretenden Parlamentssekretärin.
Am 29. Juni soll Staatspräsident José Ramos-Horta den designierten Premierminister Xanana Gusmão empfangen und am Tag darauf das Dekret der Ernennung der neuen Regierung unterzeichnen, die dann am 1. Juli vereidigt wird.

## Ausschüsse
| Ausschüsse (Kommissionen) 2023–2028                                                             |                                   |                                  |                                       |
| Kommission                                                                                      | Präsident                         | Vizepräsident                    | Sekretär                              |
| Kommission A: Kommission für konstitutionelle Fragen und Justiz                                 |                                   |                                  |                                       |
| Kommission B: Kommission für Außenangelegenheiten, Verteidigung und Sicherheit                  | Domingos Augusto (CNRT)           | Luís Roberto da Silva (KHUNTO)   | Sancha Margarida Tilman (PD)          |
| Kommission C: Kommission für Öffentliche Finanzen                                               | Cedelizia Faria dos Santos (CNRT) | Francisco da Costa Ikulay (CNRT) | Aliança da Conceição de Araújo (CNRT) |
| Kommission D: Kommission für Wirtschaft und Entwicklung                                         | Ricardo Baptista (CNRT)           | Manuel Henrique Noronha (PD)     | Saul Salvador H. J. Amaral (CNRT)     |
| Kommission E: Kommission für Infrastruktur                                                      | Marcos Xavier (CNRT)              | Óscar de Araújo (CNRT)           | Irene Gonzaga Sarmento (KHUNTO)       |
| Kommission F: Kommission für Gesundheit, soziale Sicherheit und Gleichstellung der Geschlechter | Maria Gorumali Barreto (CNRT)     | Luís Ximenes Caldeira (CNRT)     | Leandro Lobato (CNRT)                 |
| Kommission G: Kommission für Bildung, Jugend, Kultur und Bürgerrechte                           | Armando dos Santos Lopes (PD)     | Gabriel Soares (CNRT)            | Mateus da Cruz de Carvalho (CNRT)     |